# فقر الدم علاجي المنشأ
يعرف فقر الدم العلاجي المنشأ بأسماء متعددة مثل فقر الدم المستشفوي، وفقر الدم المكتسب في المشفى، وهو أحد أنواع فقر الدم التي تصيب المرضى نتيجة التداخلات الطبية وخاصة بزل الوريد. تساهم عوامل إضافية بحدوث فقر الدم علاجي المنشأ مثل النزف الدموي التالي لبعض الإجراءات الطبية، وتخفيف الدم نتيجة تسريب السوائل الوريدية. تتطلب بعض الحالات نقل الدم لمعالجة فقر الدم علاجي المنشأ، تترافق إجراءات نقل الدم بالعديد من المخاطر مثل تفاعلات نقل الدم، وفرط الحمل الدوراني.

## الحدوث والأسباب
أجريت دراسة عام 2013 شملت أكثر من 400 ألف مريض ضمن المستشفيات الأمريكية، أصيب 74% منهم بفقر الدم في مرحلة ما أثناء إقامتهم في المستشفى. يعتبر فقر الدم علاجي المنشأ إحدى مجالات اهتمام طب الحالات الحرجة، يحتاج مرضى العناية المركزة لإجراء الاختبارات الدموية بشكل متكرر، ويملكون خطر أعلى للإصابة بفقر الدم بسبب انخفاض مستويات الهيموغلوبين، وتراجع إنتاج خلايا الدم الحمراء. يفقد مريض وحدة العناية المركزة ما يصل إلى 660 مل من الدم أسبوعيًا لإجراء الاختبارات المخبرية. ينخفض مستوى الهيموغلوبين لدى مرضى العناية المركزة بمقدار 5 غ / لتر (0.5 غ/ ديسيلتر) في اليوم الواحد، تعود 80% من أسباب الفقد الدموي إلى البزل الوريدي. يعاني أكثر من 70% من مرضى العناية المركزة في اليوم الثاني من فقر الدم، ويحتاج أكثر من نصفهم إلى نقل الدم.
يكون الخطر أعلى في وحدة العناية المركزة لحديثي الولادة (NICU)، بسبب انخفاض وزن جسم المريض. قد يفقد الأطفال في وحدات العناية المركزة لحديثي الولادة ما بين 15 و30% من حجم الدم نتيجة سحب الدم، يكون ذلك خلال الأسابيع الستة الأولى من حياتهم. قد يعاني الأطفال الخدج من فقر الدم لدى الأطفال الخدج، والذي ينتج عن انخفاض إنتاج الإريثروبويتين (الهرمون المسؤول عن إنتاج خلايا الدم الحمراء)، وقصر عمر خلايا الدم الحمراء لدى الولدان، ويزداد سوءًا بسبب خسارة الدم أثناء بزل الوريد.
تحدث الخسارة الدموية لدى مرضى التحال الدموي الدم من خلال عمليات التحال نفسها بالإضافة إلى أخذ عينات للاختبارات المخبرية، قد تنزف الأوردة الموصولة إلى جهاز التحال وتؤدي إلى خسارة الدم. يعاني مرضى التحال من فقر الدم المزمن نتيجة القصور الكلوي ويضاف إليه فقر الدم علاجي المنشأ.
تساهم عوامل إضافية بحدوث فقر الدم لدى مرضى المستشفيات، ويعتبر تسريب السوائل الوريدية أحدها. يؤدي تسريب السوائل الوريدية بكميات كبيرة إلى تخفيف الدم، ما يؤدي إلى انخفاض تركيز الهيموغلوبين والهيماتوكريت. لا يعتبر فقر الدم في هذه الحالة حقيقًا، ولا يخسر الجسم الكريات الحمراء، يعوض الجسم في نهاية المطاف آثار التسريب. يساهم فقدان الدم من خلال الجراحة، والإجراءات الطبية بحدوث فقر الدم. يؤدي استخدام بعض الأدوية إلى تثبيط قدرة نخاع العظام على إنتاج خلايا الدم الحمراء.

## المضاعفات
يقضي الأشخاص الذين يطورون فقر الدم علاجي المنشأ وقتًا أطول في المستشفى، ويتعرضون لخطر وفاة أعلى. يحتاج بعض المرضى إلى نقل الدم الذي يحمل مخاطر مختلفة، بما في ذلك تفاعلات نقل الدم، والأذية الرئوية، وفرط الحمل الدوراني، والمناعة المتباينة. يحتاج مرضى فقر الدم إلى إجراء مزيد من الاختبارات لمراقبة الحالة والتأكد منها، ما يؤدي إلى زيادة خطورة فقر الدم ومضاعفاته المختلفة.

## الوقاية
تحتاج الاختبارات المخبرية إلى كميات دم أقل من المسحوبة عادةً. يساعد استخدام أنابيب دموية أصغر حجمًا في تقليل خطر الإصابة بفقر الدم علاجي المنشأ، ولكنه يزيد من احتمال الأخطاء المخبرية. تُجرى اختبارات نقطة الرعاية المخبرية في سرير المريض بدلًا من إجراءها ضمن المخبر، وتستخدم عينات دموية أقل حجمًا. لا توجد أدلة كافية حول دور نقطة الرعاية الجوالة في الوقاية من فقر الدم علاجي المنشأ.